# Lokalität (Physik)
Lokalität ist in der Physik die Eigenschaft einer Theorie, dass Vorgänge unmittelbare Auswirkungen nur auf ihre direkte räumliche Umgebung haben. Nichtlokalität lässt auch zu, Effekte mit Fernwirkungen vorherzusagen.
Bei Nichtlokalität und Lokalität geht es prinzipiell um die Frage, ob oder unter welchen Bedingungen ein Ereignis ein anderes Ereignis beeinflussen kann. Dabei versteht man in der Physik unter Ereignis einen beliebigen physikalischen Vorgang, der zu einer bestimmten Zeit an einem bestimmten Ort stattfindet. Die Beantwortung jener Frage fällt in den unten ausgeführten physikalischen Theorien jeweils unterschiedlich aus.

## Lokalität in der Newtonschen Physik
In der klassischen Physik bzw. der newtonschen Mechanik wird die Fragestellung, wann sich welche Ereignisse beeinflussen können, nicht explizit untersucht, jedoch ergibt sich als direkte Folge der newtonschen Grundannahmen (absolute Zeit, absoluter Raum usw.), dass prinzipiell jedes Ereignis jedes andere beeinflussen kann. Mit anderen Worten, es sind beliebige Fernwirkungen möglich.
Typisches Beispiel ist das (veraltete) klassisch-newtonsche Konzept der Gravitation, nach dem sie beliebig fern und instantan wirkt.

## Lokalität in der speziellen Relativitätstheorie
In Einsteins spezieller Relativitätstheorie wurden die newtonschen Begriffe von Raum und Zeit modifiziert, sodass eine Neubeantwortung der obigen Fragestellung interessant wurde. Dabei hat sich gezeigt, dass es Ereignisse gibt, die sich prinzipiell nicht beeinflussen können. Das sind z. B. Paare von Ereignissen, die sich nicht durch die Weltlinie eines Lichtstrahls verbinden lassen, denn in der speziellen Relativitätstheorie wird die Lichtgeschwindigkeit als oberste Grenzgeschwindigkeit angesehen.
Beispiel: Ein Ereignis A, hier und jetzt auf der Erde, und ein Ereignis B, das ein Jahr später auf Alpha Centauri stattfindet, können nicht durch einen Lichtstrahl verbunden sein, da Alpha Centauri vier Lichtjahre entfernt liegt und der Lichtstrahl Alpha Centauri nach einem Jahr noch nicht erreicht hat. Da ein Einfluss – gleich welcher Art – nicht schneller als Licht sein kann, können sich A und B nicht gegenseitig beeinflussen. Physiker sprechen hierbei von einer raumartigen Trennung der Ereignisse A und B. Man sagt auch, dass das Ereignis B für das Ereignis A nicht-lokal ist (siehe auch Lichtkegel).
Es ist eine fundamentale Aussage der (speziellen) Relativitätstheorie, dass die Kausalität, also die strenge Abfolge von Ursache und Wirkung, nur dann erhalten bleibt, wenn sich die Ereignisse A und B nicht gegenseitig beeinflussen können. Da man die Kausalität nicht aufgeben möchte, akzeptiert man eher das Vorhandensein von Ereignissen, die sich nicht beeinflussen können. Man formuliert daher in der speziellen Relativitätstheorie das Prinzip der Lokalität: Nur lokale Ereignisse können einen physikalischen Vorgang beeinflussen. In dieser Bedeutung gilt das Prinzip auch in relativistischen Quantenfeldtheorien.

## Nichtlokalität der Quantentheorie
In der zunächst dominierenden Kopenhagener Deutung der Quantenmechanik sieht die Situation anders aus. Die Quantentheorie wurde einige Jahre nach der Relativitätstheorie im ersten Drittel des 20. Jahrhunderts formuliert. Sie wurde dabei gänzlich aus nicht-relativistischen Prinzipien aufgebaut; Fragen der Lokalität spielten zunächst keine Rolle.
Grundsätzlich besagt die Quantenmechanik, dass für die Verteilung der Ergebnisse einer Messung bestimmter physikalischer Größen („Messwerte“) lediglich Wahrscheinlichkeiten angegeben werden können. Ein typisches Beispiel ist die Verteilung der Aufenthaltswahrscheinlichkeit eines Elektrons im Atomorbital. Sie ist nirgends null, weder sehr nah am Atomkern, noch in einer Entfernung von Lichtjahren (obgleich dort sehr niedrig bzw. fast null). Diese Aufenthalts-Wahrscheinlichkeitsverteilung wird durch das Betragsquadrat der Amplitude der Wellenfunktion beschrieben. Im Augenblick einer wirklichen Messung („Wo ist das Elektron jetzt?“) wird die Wahrscheinlichkeit am gefundenen Ort des Elektrons eins, überall sonst null. Dieser Übergang wird als Kollaps der Wellenfunktion bezeichnet.
Die Frage, auf die die Quantenmechanik nur implizit eine Antwort gibt, ist, ob der Kollaps der Wellenfunktion instantan (augenblicklich) erfolgt oder sich „nur“ mit Lichtgeschwindigkeit fortpflanzt. Mit anderen Worten: Wenn eine Ortsmessung eines Elektrons auf der Erde erfolgt, wie schnell ändert die Wellenfunktion ihren Wert auf null auf Alpha Centauri? Sofort oder erst in vier Jahren? Die implizite Antwort der Quantentheorie heißt: Der Kollaps der Wellenfunktion erfolgt instantan, ist also nicht-lokal (impliziert daher Fernwirkungen). Genau diesen Umstand bezeichnet man als Quanten-Nichtlokalität. Ein wichtiges Gedankenexperiment, das diese Thematik betrachtet, ist das Einstein-Podolsky-Rosen-Paradoxon.
Diese theoretischen Ausführungen kann man jedoch bereits mit verschränkten Quantenpaaren praktisch nachspielen, wo eine quantenmechanische Messung an einem Ort einen Kollaps der Wellenfunktion an einem anderen Ort nach sich zieht. Dabei zeigt sich, dass zwar der Kollaps der Wellenfunktion instantan erfolgt, jedoch keine echten Informationen übertragen werden können, sodass die Einstein-Kausalität dennoch erhalten bleibt. Diese Ergebnisse entsprechen der Kopenhagener Interpretation der Quantenmechanik, die der Wellenfunktion keine unmittelbare physikalische Realität zuschreibt, sondern nur den Messergebnissen. Der „Kollaps“ der Wellenfunktion ist daher kein messbares Phänomen, d. h. kein physikalisches Phänomen, das mit Lichtgeschwindigkeit „übertragen“ werden müsste. Unser Wissen über die realisierte Möglichkeit des Messprozesses an einem Teil des verschränkten Paares schließt lediglich bestimmte Messergebnisse an dem anderen Teil aus. Welche Messergebnisse ausgeschlossen sind, weiß man jedoch nur, wenn man das erste Messergebnis kennt. Diese Information muss klassisch, also unter Berücksichtigung von Lokalität, übertragen werden.
Allerdings bietet diese Quantenteleportation die Möglichkeit einer besonders sicheren Verschlüsselung: Wenn Sender und Empfänger jeweils einen Teil eines verschränkten Paares besitzen, so können sie einander verschlüsselte Botschaften zusenden, die prinzipiell von Dritten nicht unbemerkt abgehört werden könnten (Quantenkryptografie). Allerdings gilt das nur für den Fall, dass der „Lauscher“ einen klassischen Messvorgang bei der Bestimmung des Quantenzustands eines abgefangenen Teilchens verwendet. Einer Gruppe von US-Wissenschaftlern des Massachusetts Institute of Technology gelang es im November 2006 in einer nach dem BB84-Protokoll verschlüsselten Nachricht bis zu 40 % der Übertragung unbemerkt abzuhören – allerdings in einer Simulation und unter Laborbedingungen.